# Décès en 927
Décès
- 923
- 924
- 925
- 926
- 927
- 928
- 929
- 930
- 931

Cette page dresse une liste de personnalités mortes au cours de l'année 927 :
- 13 janvier : Bernon, premier abbé de Cluny[1].
- 27 mai : Siméon Ier de Bulgarie[2], tsar de Bulgarie.
- 19 juillet : Étienne II d'Amasée, patriarche de Constantinople.
- 1er décembre : Heriger, abbé de Fulda puis archevêque de Mayence.

- Acfred d'Aquitaine, duc d'Aquitaine, comte d'Auvergne, dernier des Guilhelmides.
- Sithric, roi de Dublin et du Royaume viking d'York.
- Wigéric, évêque de Metz.

## Crédit d'auteurs
- Cet article est partiellement ou en totalité issu de l'article intitulé « 927 » (voir la liste des auteurs).